# Camera Link

Eine Base Camera Link Konfiguration besteht aus 4 LVDS-Adernpaaren und einem Paar für den Takt.

Camera Link (CL) ist eine Schnittstelle in der industriellen Bildverarbeitung. Sie ist spezifiziert für schnelle Bildübertragung. Der Standard wird von der Automated Imaging Association (AIA) verwaltet.

## Eigenschaften
Die Bitbreite pro Pixel kann zwischen 8 und 16 Bit variieren. Die maximale Pixelfrequenz beträgt 85 MHz. Falls noch mehr Daten übertragen werden sollen, kann dies in parallelen Streams, so genannten Taps, geschehen.
Camera Link gibt es in drei Varianten:
- Base (maximal 24 Bit pro Takt) – zum Beispiel: 255 MB/s bei 3 Taps à 8 Bit
- Medium (maximal 48 Bit pro Takt)
- Full (maximal 64 Bit pro Takt) – zum Beispiel: 680 MB/s bei 8 Taps

Als Stecker ist ein MDR-26-Stecker von 3M definiert. Die größere Bandbreite der Medium- und Full-Spezifikationen wird über einen zweiten Stecker/Kabel realisiert.
Es können sowohl monochrome wie auch farbige Bilder übertragen werden.
In der Camera Link Spezifikation 1.2 wurde Power over Camera Link aufgenommen. Damit benötigen Kameras keine eigene Stromversorgung mehr.

## Verbindung zum PC
Eine CL-Kamera wird mittels eines CL-Kabels mit dem PC verbunden, welcher mit einem CL-Framegrabber ausgestattet sein muss. Für die Kommunikation vom PC zur Kamera stehen mehrere Leitungen zur Verfügung. Zwei davon bilden eine normale RS-232 UART Schnittstelle. Diese dient im Wesentlichen zur Konfiguration und zur Steuerung der Kamera. Vier weitere Signale sind frei konfigurierbar und somit kameraspezifisch. Generell wird über die erste dieser vier Leitungen ein Trigger zur Kamera geschickt, um diese von außen (zum Beispiel von einer Lichtschranke) zu steuern. Diese externe Triggerung ermöglicht eine sehr geringe Auslöseverzögerung (Latenz) der Kamera.
Die maximale Kabellänge ist abhängig vom Pixeltakt, sie beträgt bei Full Configuration, >80 MHz, selten mehr als 10 Meter. Falls längere Kabel nötig sind, muss das Signal in regelmäßigen Abständen verstärkt werden.

## Geschichte
Die erste Version von Camera Link wurde im Jahre 2000 veröffentlicht. Camera Link basiert auf dem Channel Link Protokoll von National Semiconductor.
Version 1.1 erschien im Januar 2004.
Die große Neuerung der Version 1.2 ist Power over Camera Link.